# 1020

## Починали
- Фирдоуси, персийски поет